# رود ایرول
رود ایرول (به انگلیسی: River Irwell) یک رود در انگلستان است.
این رود که از شهرستان لانکاشر سرچشمه می‌گیرد پس از طی ۶۳ کیلومتر در کانال کشتی‌رانی منچستر در سالفورد، منچستر بزرگ به پایان می‌رسد.

## نگارخانه

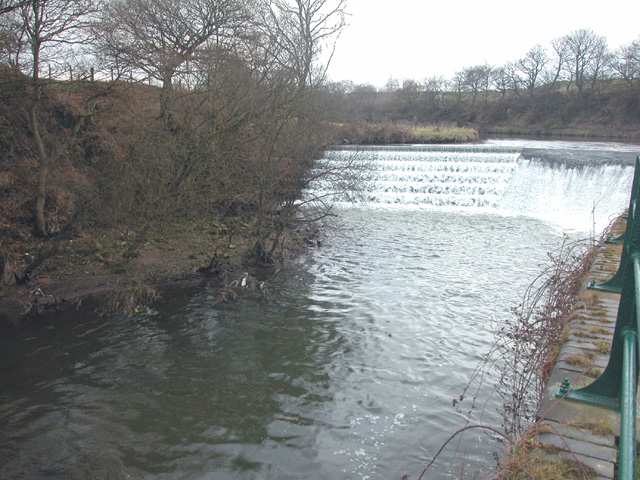
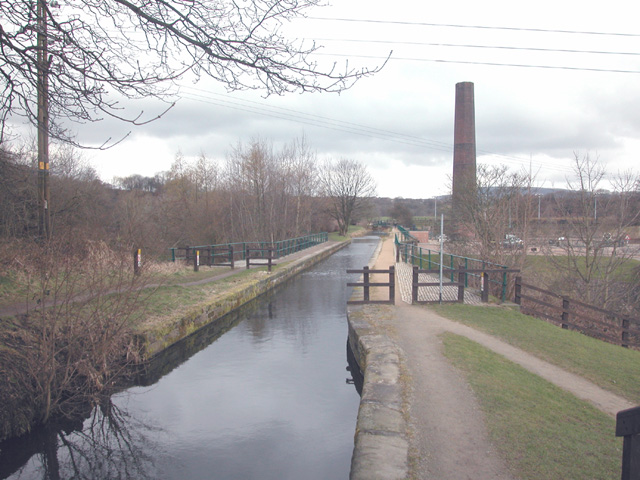
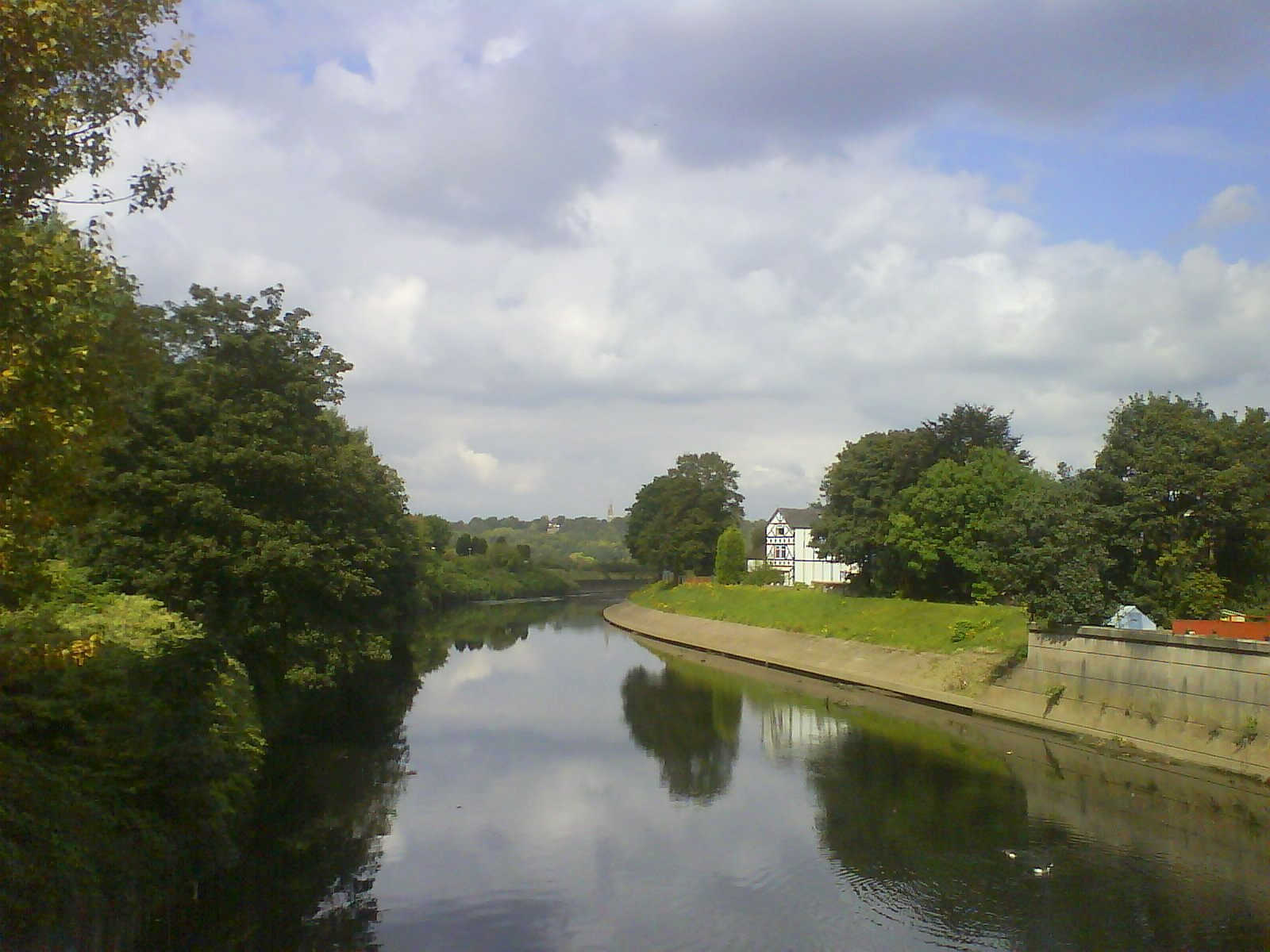
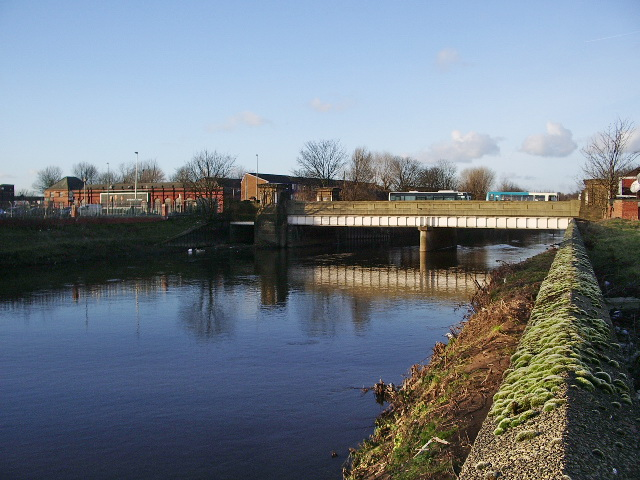
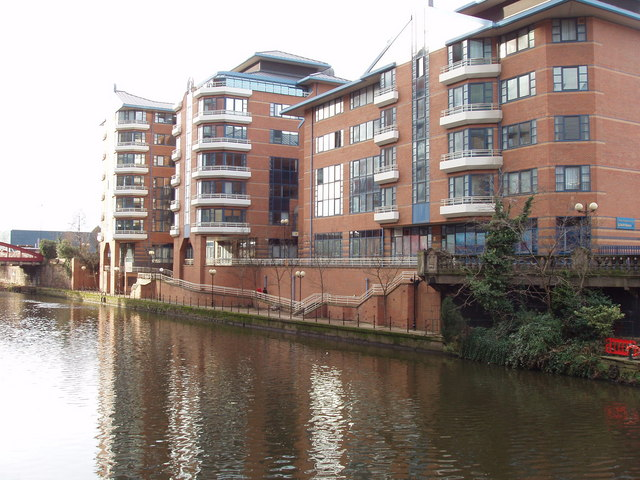
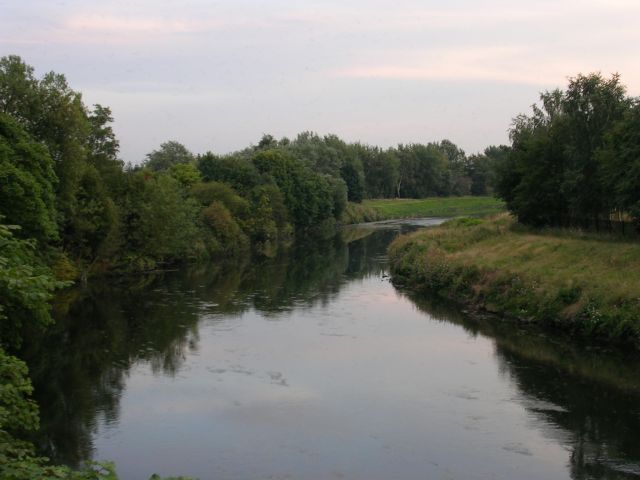
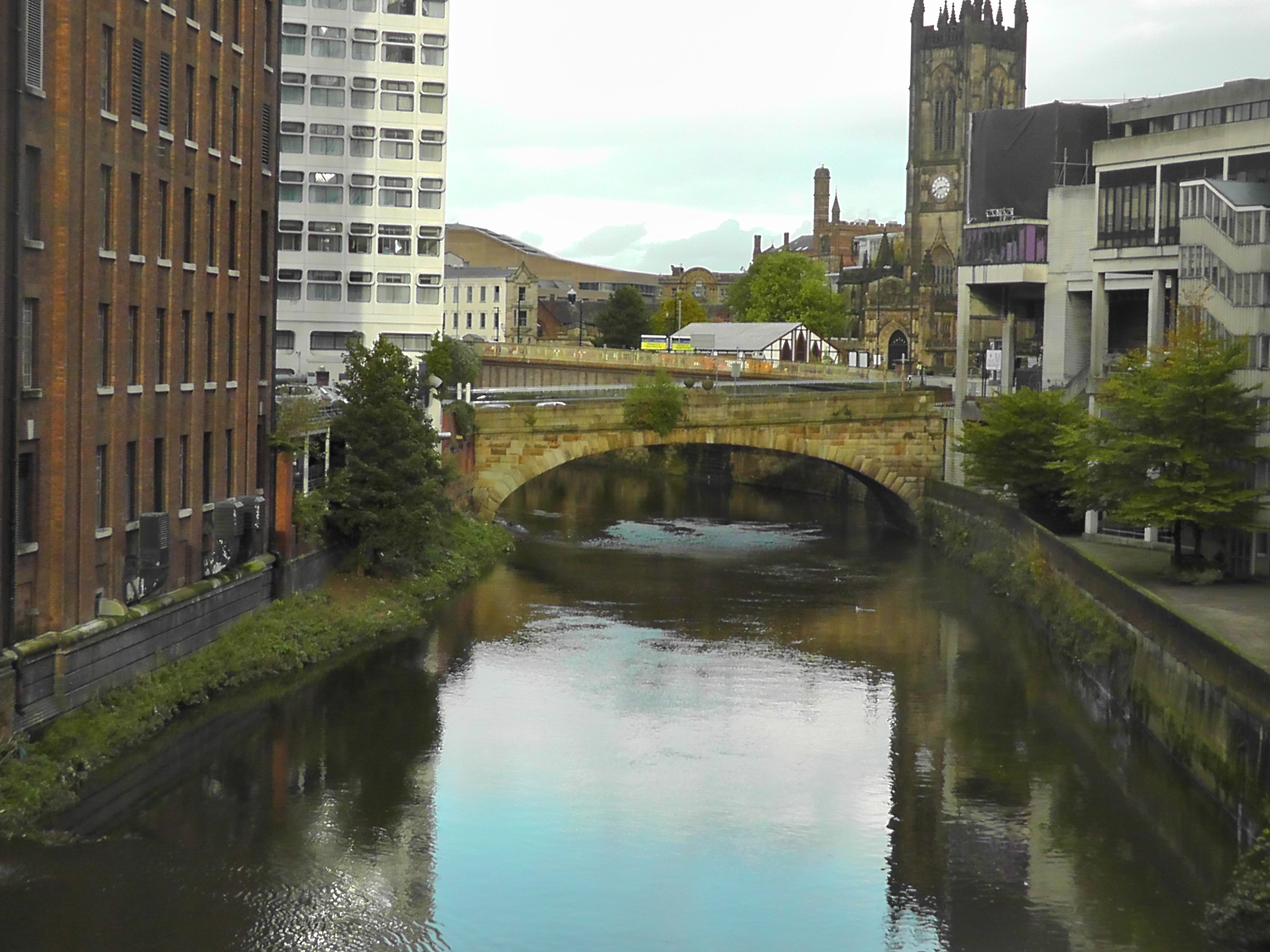
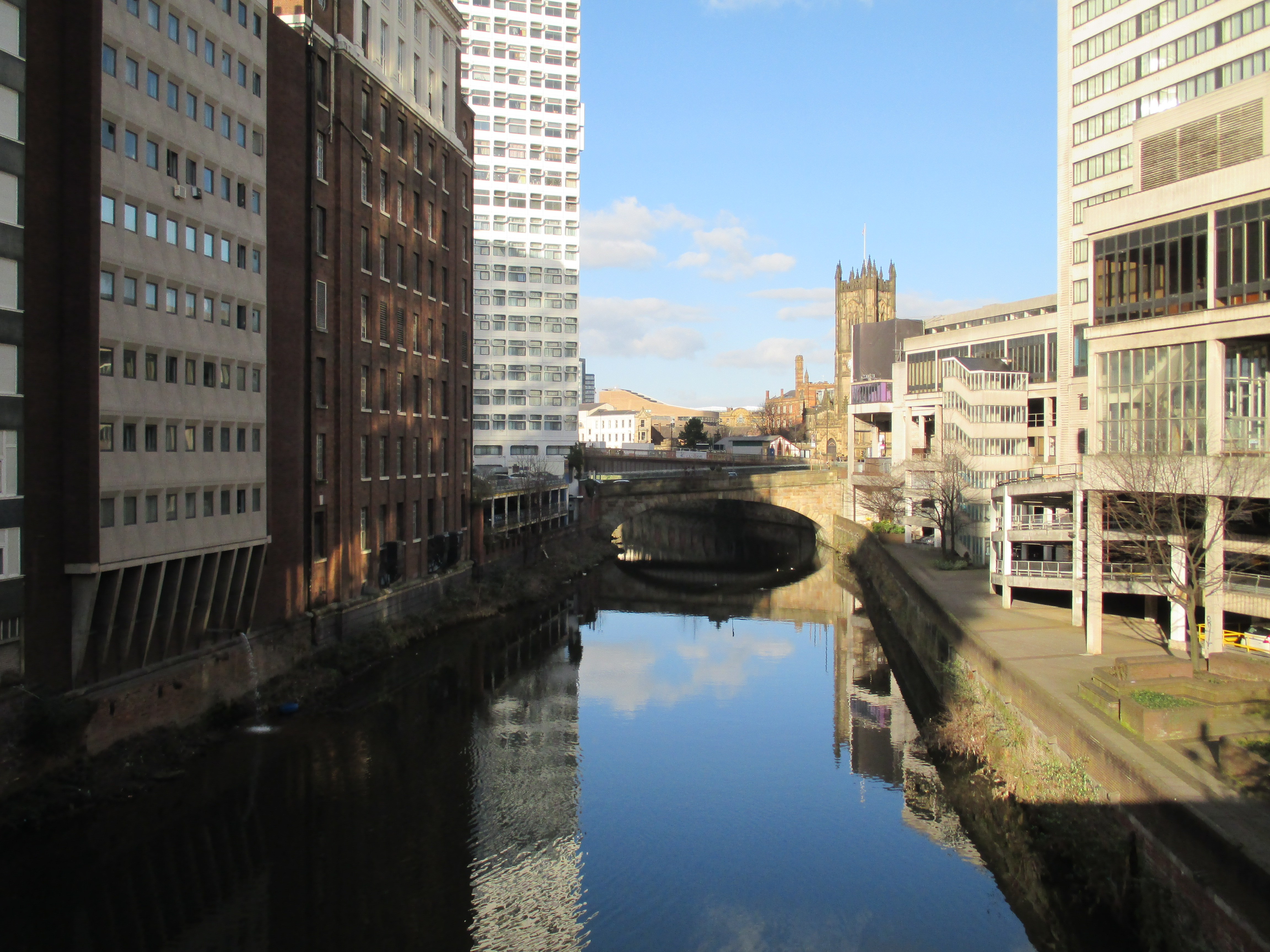
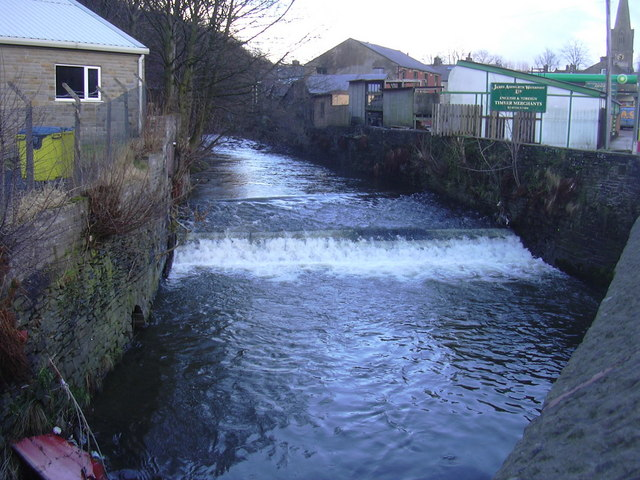